# Мадалена (Торино)
Мадалена је насеље у Италији у округу Торино, региону Пијемонт.
Према процени из 2011. у насељу је живело 236 становника. Насеље се налази на надморској висини од 709 м.